# Robert Stein (Polarforscher)

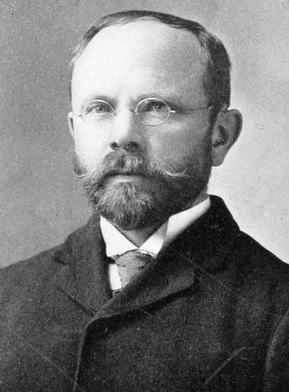
Robert Stein

Robert Stein (* 9. Januar 1857 in Rengersdorf, Grafschaft Glatz, Provinz Schlesien; † 21. April 1917 in Washington, D.C.) war ein deutsch-amerikanischer Übersetzer, Autor und Polarforscher. Er engagierte sich in der amerikanischen Friedensbewegung.

## Leben
Der im schlesischen Rengersdorf geborene Stein besuchte das Gymnasium in Glatz und emigrierte 1875 in die Vereinigten Staaten. Mit der Absicht, Priester zu werden, schrieb er sich an der Georgetown University in Washington, D.C. ein. Nach einer kurzen Episode als Lehrer wechselte er das Fach und schloss seine Studien 1886 als Doktor der Medizin ab. Wahrscheinlich praktizierte er aber nie als Arzt. Stattdessen arbeitete er bereits seit 1885 als Stenograf und Übersetzer beim United States Geological Survey. Seine ausgezeichneten Sprachkenntnisse erlaubten es ihm, freiberuflich oder für die Behörde Texte aus dem Deutschen, Französischen, Italienischen, Dänischen, Schwedischen, Russischen, Niederländischen, Spanischen und Portugiesischen zu übersetzen.

Harmony Hall

1892 erwarb Robert Stein das Landgut Harmony Hall in Fort Washington, Maryland, und bezog es mit den Familien seines Bruders Richard Stein und seines Schwagers Joseph Adler. In den folgenden Jahren ließen sich weitere Verwandte aus Preußen in der unmittelbaren Umgebung nieder, die 1898 auf Antrag Robert Steins nach der alten Heimat den Namen Silesia erhielt. 1903 bekam die Siedlung eine Schule und ein eigenes Postamt. Harmony Hall, das 1929 verkauft werden musste, wird heute als Kulturdenkmal im National Register of Historic Places geführt.
Stein entwickelte in den 1890er Jahren Pläne für eine mehrjährige systematische Erforschung der arktischen Gebiete westlich von Ellesmere Island, die zu dieser Zeit noch unbekannt waren. Da er nicht die benötigte finanzielle Unterstützung fand, konnte er 1899–1901 nur eine schlecht ausgerüstete und ergebnisarme Expedition in den Smithsund unternehmen. Stein engagierte sich bereits in den 1890er Jahren, besonders aber nach der Rückkehr aus der Arktis in der amerikanischen Friedensbewegung. Seine Pläne für großräumige Gebietsaustausche zur Minderung der internationalen Spannungen waren wenig realistisch.
1905 wechselte Stein als Stenotypist zum Bureau of Statistics am Landwirtschaftsministerium der Vereinigten Staaten. Am 21. April 1917 beendete er sein Leben durch Suizid. Seine Asche wurde auf dem Familiengut verstreut.

## Expedition in die Arktis 1899–1901

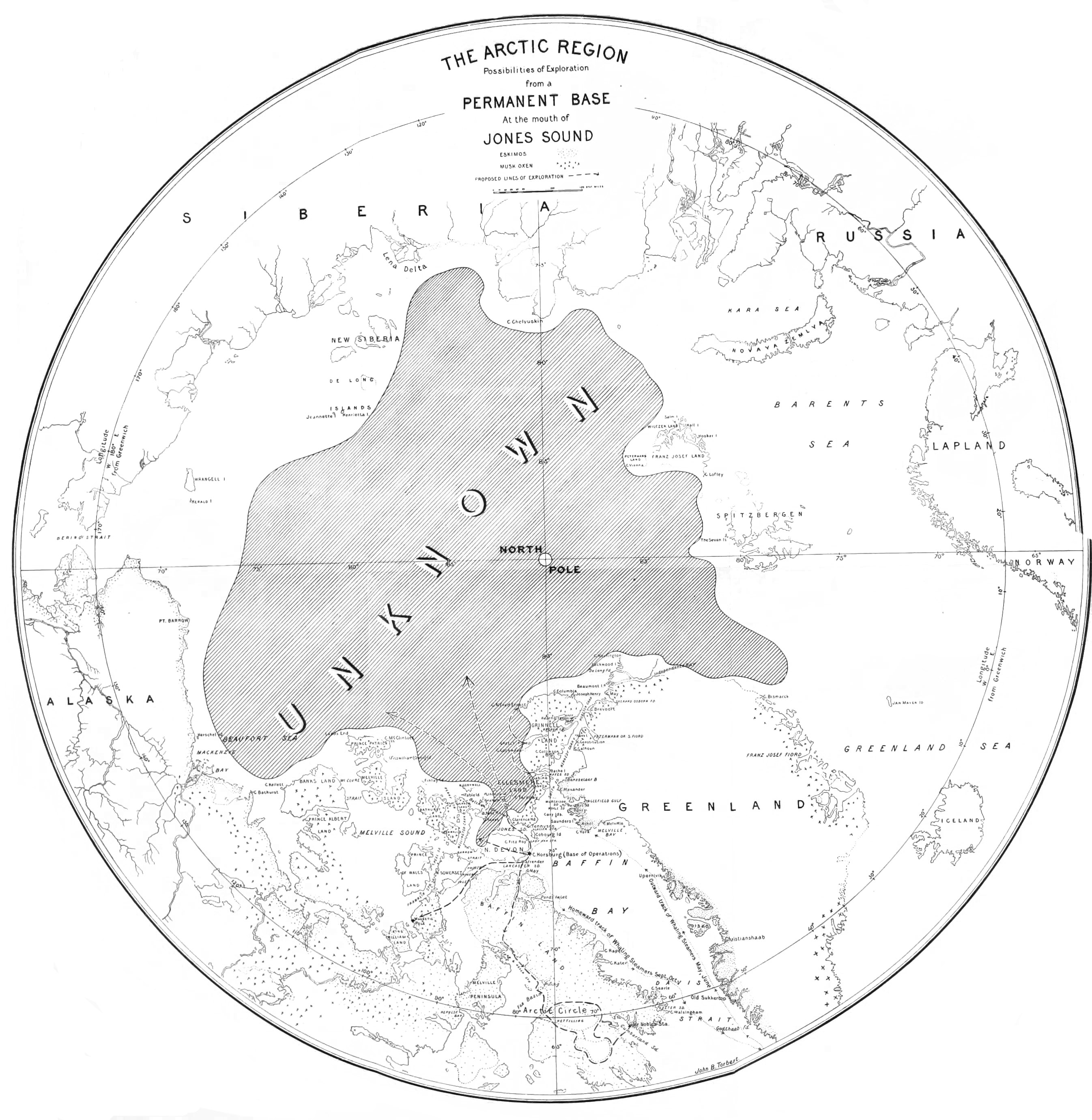
Karte der Arktis mit Markierung der noch unbekannten Gebiete (Stein 1896)

1893 veröffentlichte Stein den Plan für eine Expedition zum letzten verbliebenen unbekannten Gebiet in der kanadischen Arktis, den er in den folgenden Jahren konsequent weiterentwickelte. 600 km Westküste der Ellesmere-Insel – von Graham Island im Süden bis Alert Point auf 82° 28′ im Norden – waren noch vollständig unbekannt. Stein wollte dieses Gebiet mit geringem Budget und über einen Zeitraum von mehreren Jahren von einer festen Station nahe der östlichen Einfahrt in den Jonessund erforschen. Prominente Polarforscher, darunter Franz Boas, Adolphus Greely, Edward Inglefield, George Nares, Adolf Erik Nordenskiöld, Clements Markham, Carl Koldewey und Julius Payer, begrüßten das Vorhaben zum Teil enthusiastisch. Die Finanzierung war aber von Anfang an ein ernstes Problem.
Bereits im April 1893 stellte Stein den Briefkontakt zu Robert Edwin Peary her, der sich für seine Bestrebung zur Entdeckung des geographischen Nordpols häufig in Etah in Nordwestgrönland aufhielt. Stein bemühte sich zunächst vergeblich darum, eines von Pearys Versorgungsschiffen für den Transport seiner eigenen Expedition samt Ausrüstung nutzen zu können. Erst 1897 ergab es sich, dass er auf der Hope nach Norden fahren konnte, um drei Wochen an der Westküste Grönlands erste Arktiserfahrungen sammeln zu können. Vom 10. August bis 1. September 1897 erforschte er mit drei Inuit die Inugsulik-Bucht südlich von Wilcox Head. Er fand den Steinmann, den Carl Ryder 1887 am nördlichsten Punkt seiner Vermessungsexpedition gesetzt hatte, stieß auf die Reste einer verlassenen Inuit-Siedlung und öffnete einige Gräber.
Für 1899 konnte Stein mit Herbert Bridgman (1844–1924), dem Sekretär des Peary Arctic Clubs, vereinbaren, dass Pearys Versorgungsschiff Diana ihn nach Pim Island, einer Insel im Smithsund, transportieren würde. Stein hatte für seine Expedition zwei Kollegen angeworben. Julian S. Warmbad war ein Tierpräparator mit deutschen Wurzeln und Leopold Kann (1875–1959) ein Wiener Physiker, der mit einem kaiserlichen Stipendium an der Cornell University arbeitete. Die Diana setzte die drei Männer am 5. August 1899 in Payer Harbour an der Ostküste der Insel ab. Die Expedition hatte 25 t Ausrüstung dabei, darunter 10 t Kohle und 5 t Bauholz für ein Haus. Der Rest waren Gewehre, Munition, Werkzeug, wissenschaftliche Geräte und Proviant für 15 Monate. Auf der Disko-Insel hatte Stein Kleidung, Kajaks und zehn Schlittenhunde erworben. Bridgman versprach, später Walrossfleisch für die Hunde zu bringen und die Männer im darauffolgenden Jahr wieder abzuholen. In Etah hatte Stein erfahren, dass der Norweger Otto Sverdrup 1898/99 mit der Fram bei Pim Island überwintert und mit mehreren Hundeschlitten genau das Gebiet bereist hatte, dass auch Stein erforschen wollte.
Die Männer bauten ihr Haus auf, das sie Fort Magnesia nannten, und richteten sich für die Überwinterung ein. Als die Diana mit dem Hundefutter ausblieb, verhungerten die Tiere bald. Im Winter kamen Inuit mit der Nachricht, dass Peary in Etah sei, und Stein gab ihnen einen Brief an diesen mit. Im Januar kamen Inuit mit Hundefutter und einem Brief Pearys, in dem er Stein mitteilte, dass ihn im nächsten Jahr kein Schiff zurück nach Süden bringen könne. Damit kamen die Männer in ernsthafte Schwierigkeiten, da Pim Island kein gutes Jagdrevier war und ihr Proviant unmöglich bis 1901 reichen würde. Kann verließ die Expedition im Frühjahr und fand am Kap York einen Walfänger, der ihn mit nach Schottland nahm. Stein versuchte, nach Upernavik zu gelangen, um dort mehr über Sverdrups Entdeckungen zu erfahren, musste aber vor Erreichen seines Ziels umkehren. Nach der zweiten Überwinterung konnten Stein und Warmbath Pim Island auf Pearys Schiff Windward verlassen.
Die Expedition hatte kaum Ergebnisse gebracht. Sie gilt als eine der ineffizientesten Arktisexpeditionen überhaupt. Die geplanten Entdeckungsreisen hatten nicht stattgefunden. Immerhin veröffentlichte Stein 1902 eine ethnografische Arbeit zur Musik der Inuit. Warmbath brachte von der Expedition eine Reihe von Tierpräparaten und Fellen sowie Inuitkleidung mit, die er in den USA für Ausstellungen und Vorträge verwendete. Gründe für das Scheitern lagen im finanziell bedingten Verzicht auf eine eigene Logistik und in der gleichzeitig im selben Gebiet erfolgreich operierenden Zweiten Fram-Expedition Sverdrups.

## Wirken in der Friedensbewegung
Stein war seit 1890 in der amerikanischen Friedensbewegung aktiv. 1894 hatte er unter dem Pseudonym „Pan-Aryan“ den Artikel On the Threshold of Universal Peace. An American Answer to the Question How to Reconcile France and Germany (deutsch: An der Schwelle zum universellen Friedens. Eine amerikanische Antwort auf die Frage, wie man Frankreich und Deutschland miteinander aussöhnen kann) veröffentlicht. Darin appellierte er an den deutschen Kaiser Wilhelm II., den überwiegend französischsprachigen Teil Elsass-Lothringens an Frankreich zurückzugeben. Dieses wäre ein wichtiger erster Schritt in Richtung Weltfrieden. Nur durch gegenseitige Zugeständnisse könnten internationale Spannungen abgebaut werden. Am Anfang des 20. Jahrhunderts setzte Stein sich nicht nur für eine deutsch-französische Aussöhnung ein, sondern auch für eine schrittweise Abrüstung, ein Ende des europäischen Bündnissystems und die „Vereinigten Staaten von Europa“. Er entwickelte die Idee eines „Greater Canada“ durch den Verzicht der Vereinigten Staaten auf den Alaska Panhandle und den Tausch des dänischen Grönland gegen eine britische Kolonie in Afrika. Realistischer war seine Billigung von Theodore Roosevelts Idee einer den Weltfrieden durchsetzenden internationalen Polizei. 1916 drängte Stein die Vereinigten Staaten zur Vermittlung zwischen den gegnerischen Allianzen im Ersten Weltkrieg. Nach dem Friedensschluss solle eine Verteidigungsallianz der Vereinigten Staaten, Großbritanniens, Frankreichs und Deutschlands geschaffen werden. Stein korrespondierte mit dem demokratischen Abgeordneten William S. Howard in der Hoffnung, dieser würde im Kongress eine entsprechende Resolution zur Abstimmung bringen. Letztlich wurde Steins Vorstoß aber als Teil der deutschen Propaganda angesehen.
Steins politische Schriften sind von rassistischen Überzeugungen geprägt. In seinem Buch Die Vereinigten Staaten von Europa warnte er 1908 vor einer Weltherrschaft der „gelben Rasse“, sollten sich die europäischen Staaten nicht aussöhnen. Schon 1904 hatte er in einem Brief an den Schriftsteller Thomas Nelson Page einen detaillierten Plan zur Lösung des als bedrohlich empfundenen „Negerproblems“ formuliert. Danach sollte im Gebiet des heutigen Nigeria ein von Weißen kontrollierter Marionettenstaat Hopeland gegründet werden, in den die Afroamerikaner in großem Stil transportiert werden sollten. Um ihnen den Umzug schmackhaft zu machen, solle ihnen das Recht auf Vielehe garantiert werden: „Die Vorstellung, dass ein Neger durch den Umzug nach Afrika so viele Frauen haben kann, wie er möchte, würde für die farbigen Menschen dieses Landes ein wahrer Magnet sein.“
Als einen Beitrag zum Frieden betrachtete Stein auch seinen Einsatz für die Schaffung einer standardisierten Schrift auf der Basis eines phonetischen Alphabets. Er hoffte, auf diese Weise die Kommunikation zwischen den Völkern verbessern zu können. Er forderte eine internationale Konferenz zu diesem Thema und verfasste als begabter Linguist selbst ein vorläufiges Lautalphabet.

## Werke (Auswahl)
Schriften zur Polarforschung
- Proposed Expedition to Explore Ellesmere Land Northwest of Baffin Bay and to Rescue Björling and Kallstenius, Swedish Naturalists Lost in the Arctic. Gibson Bros., Washington, D.C., 1894.
- Proposed System of Continuous Polar Exploration. In: Popular Science. Juli 1896, S. 321–327.
- Three Weeks in Hubbard Bay, West Greenland. In: The National Geographic Magazin. Band 9, Nr. 1, 1898, S. 1–11.
- Eskimo Music. In: Rudolf Kersting (Hrsg.): The White World. Lewis, Scribner & Co., New York 1902, S. 331–356.
- Bernhard Hantzsch’s Notes on Northeastern Labrador. In: Bulletin of the American Geographical Society. Band 41, Nr. 9, 1909, S. 566–575, doi:10.2307/199025.

Politische und sprachwissenschaftliche Schriften
- On the Threshold of Universal Peace. An American Answer to the Question How to Reconcile France and Germany. In: Review of Reviews Band 10, Nr. 6, 1894, S. 635–643.
- An International Phonetic Conference. In: The Pedagogical Seminary. Band 10, Nr. 4, 1903, S. 423–437, doi:10.1080/08919402.1903.10532727.
- Proposed International Phonetic Conference Tto Adopt a Universal Alphabet. In: Science. Band 21, Nr. 525, 1905, S. 112–114. doi:10.1126/science.21.525.112-a.
- Anglo-Franco-German Alliance – A Guarantee of Peace. In: The Advocate of Peace. Band 67, Nr. 7, 1905, S. 147–151.
- Die Vereinigten Staaten von Europa. Wilhelm Süsserott, Berlin 1908.
- The defense of Alaska. A plea for the protection of American labor. Judd & Dettweiler, Washington, D.C., 1910.
- Can a nation be a gentleman? Proceedings of the third American Peace Congress, held in Baltimore, Maryland, May 3 to 6, 1911.
- Greater Canada and the peace problem. Judd & Dettweiler, Washington, D.C., 1912.
- An International Police to Guarantee the World’s Peace. Judd & Dettweiler, Washington, D.C., 1912.
- The Jackson Bill for a World-Alphabet. In: The School Review. Band 20, Nr. 1, 1912, S. 53–56.
- Eugenic Peace. Washington, D.C., 1915.
- Peace through a disentangling alliance. Judd & Dettweiler, Washington, D.C., 1916.